# Residenzschloss Kupferzell

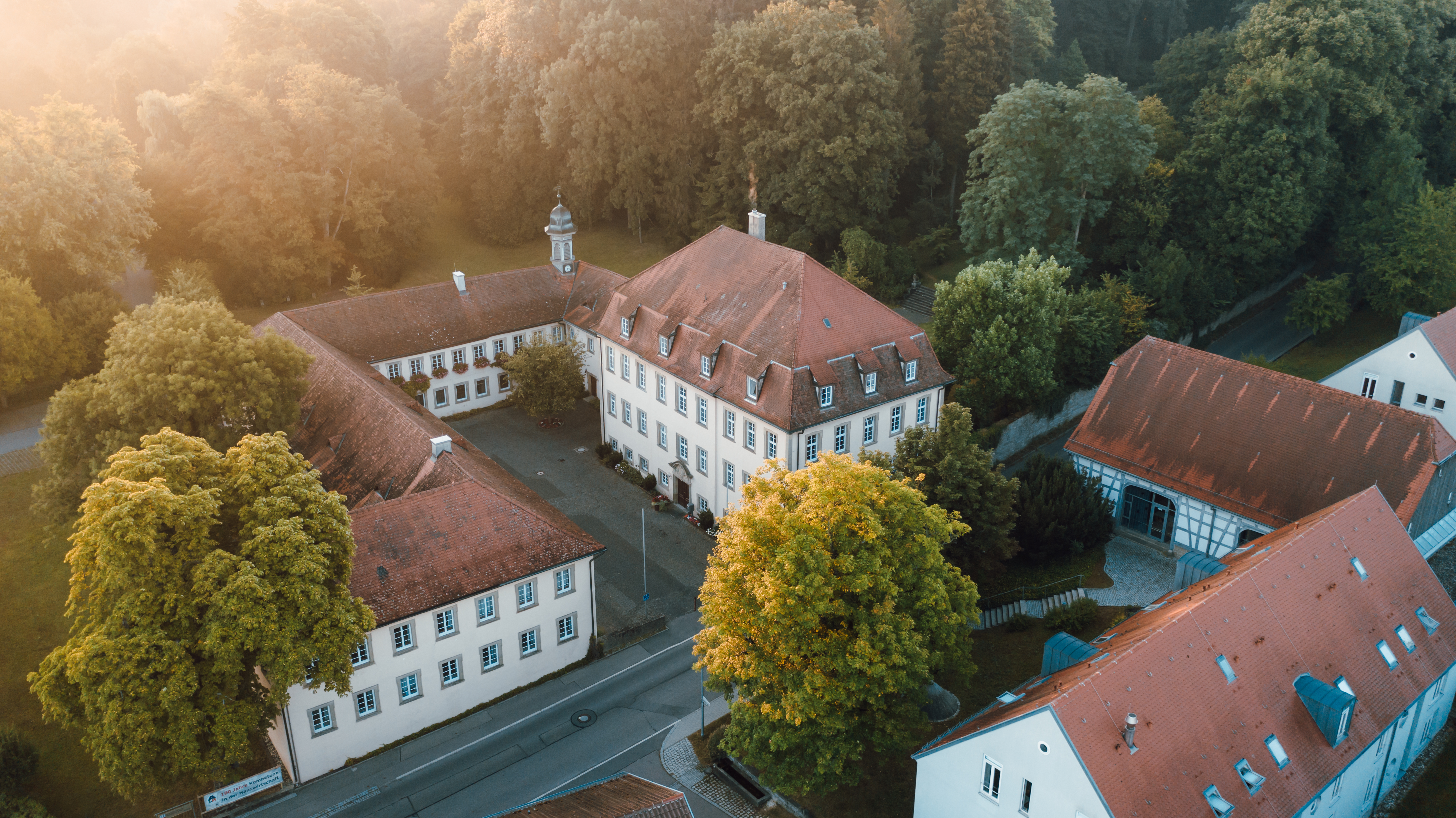
Residenzschloss Kupferzell

Das Residenzschloss Kupferzell ist eine dreiflügelige Schlossanlage aus dem 18. Jahrhundert in Kupferzell im Hohenlohekreis. Ursprünglich gehörte es einer Nebenlinie der Fürsten von Hohenlohe. Heute befindet sich im Schloss eine Schule.

## Geschichte
Bereits seit 1553 befand sich Kupferzell im Besitz der Grafen von Hohenlohe-Waldenburg, die in diesem Jahr Kupferzell als Amtssitz bestimmten. Dieses blieb auch nach einer Erbteilung im Jahr 1615 im Besitz der Linie. Nachdem die Familie Hohenlohe-Waldenburg im Jahr 1679 ausgestorben war, kam Kupferzell an die Nebenlinie der Grafen von Hohenlohe-Waldenburg-Schillingsfürst. Diese nutzten Kupferzell erst weiter als Amtssitz, bevor Graf Philipp Ernst von Hohenlohe-Waldenburg-Schillingsfürst 1721 bis 1729 ein Schloss errichten und Kupferzell somit zu seiner Residenz machen ließ. 1806 wurde Kupferzell im Zuge des Reichsdeputationshauptschlusses Teil des Königreiches Württemberg, jedoch blieb das davor seit einiger Zeit leerstehende Schloss im Besitz der Hohenlohe-Waldenburg-Schillingsfürst. Das Schloss wurde im selben Jahr wieder Wohnsitz der Familie und blieb es bis 1886. 1922 kaufte die Württembergische Landwirtschaftskammer das leerstehende Schloss und funktionierte es zu einer Schule für Landbau und Hauswirtschaft um, die sich heute immer noch darin befindet.

## Beschreibung
Das Schloss besteht aus einem dreigeschossigen Rechteckbau mit Mansarddach, der der Hauptbau der Anlage ist und sich im südlichen Eck des Südostflügels befindet. Dieser bildet zusammen mit einem langen zweistöckigen Wirtschaftstrakt einen nach Südwesten geöffneten Hof. Am Portal des Hauptbaus befindet sich ein Allianzwappen der Fürsten Hohenlohe und Öttingen-Wallerstein, an der Nordseite des Wirtschaftstrakts ein Wappen von Fürst Karl Albrecht III. von Hohenlohe-Waldenburg-Schillingsfürst und dessen erster Gemahlin Elisabeth Auguste von Isenburg-Birstein. Das Schloss wird von drei Seiten von einem Garten umgeben, der zur Bauzeit als französischer Barockgarten angelegt wurde und 1862 zum Englischen Garten umgestaltet wurde.